# Бјелила
Бјелила су једно од насеља места Кртоли на северној обали полуострва Луштица залива Бока которска – Црна Гора, са погледом на Тиват, Ластву, Херцегновску ривијеру и планину Ловћен и Орјен.

## Географија
То је мало и тихо рибарско место, са специфичном микро климом — поветарац „преко горе“, а велико присуство слатке воде у мору из бројних извора (Мали Фрутак, Велики Фрутак, Мала и Велика Спила) као и реке Ријеке, која утиче у увалу Око на Бјелилима, утиче на чистоћу мора тако да се море око Бјелила, према истраживањима Института за биологију мора, Котор — сматра најчистијим морем на целом Црногорском приморју.
Бјелила или „Мали Св. Стефан" — како многи називају ово место, чине двадесетак старих — адаптираних камених кућа на издвојеном полуострву. Надомак Бјелила постоји и мање острво – Зановетни Шкољиц. Данас на Бјелилима стално живи нешто више од двадесетак породица, а за време летњих месеци број житеља се попне и на преко три стотине.